# Lille OSC
LOSC Lille Métropole, poznan tudi pod imeni Lille OSC, LOSC Lille ali pa preprosto Lille je francoski nogometni klub iz mesta Lille. Klub je bil ustanovljen 23. septembra 1944, ko sta se združila kluba Olympique Lillois in SC Fivois in trenutno igra v Ligue 1.
Lille je doslej osvojil 4 naslove francoskih prvakov (v letih 1946, 1954, 2011, 2021) in šest francoskih pokalov, zaradi česar je 4. najuspešnejši francoski klub. Lille in Red Star FC sta edina francoska kluba, ki sta francoski pokal osvojila 3 sezone zapored. Najuspešnejše obdobje za Lille je bilo obdobje med letoma 1946 in 1956, ko sta klub vodila George Berry in André Cheuva. Poleg domačih uspehov, pa ima Lille tudi osvojen Pokal Intertoto iz leta 2004.
Domači stadion Lilla je bil sprva Lille Metropole v kraju Villeneuve d'Ascq. Od Leta 2012 pa  igra na stadionu Stade Pierre-Mauroy v istem kraju. Barvi dresov sta rdeča in modra. Nadimek nogometašev Lilla pa je Les Dogues (mastifi).

## Rivalstvo
Dolgoletni rival Lilla je Lens. Dvoboj med tema dvema kluboma se imenuje Derby du Nord (Derbi na severu).